# Baokang
Der Kreis Baokang (chinesisch 保康县, Pinyin Bǎokāng Xiàn) ist ein Kreis in der Provinz Hubei in Zentralchina, die zum Verwaltungsgebiet der bezirksfreien Stadt Xiangyang gehört. Er hat eine Fläche von 3.220 km² und zählt 258.600 Einwohner (Stand: Ende 2019). Sein Hauptort ist die Großgemeinde Chengguan (城关镇).